# Ichthyophis sendenyu
Espèce
Statut de conservation UICN

 DD  : Données insuffisantes
Ichthyophis sendenyu est une espèce de gymnophiones de la famille des Ichthyophiidae.

## Répartition
Cette espèce est endémique du district de Kohima au Nagaland en Inde. Elle se rencontre à 990 m d'altitude.

## Publication originale
- Kamei, Wilkinson, Gower & Biju, 2009 : Three new species of striped Ichthyophis (Amphibia: Gymnophiona: Ichthyophiidae) from the northeast Indian states of Manipur and Nagaland. Zootaxa, no 2267, p. 26-42.